# Colonie corallienne
Une colonie de corail, aussi appelée colonie corallienne, est un ensemble de polypes partageant au minimum des tissus organiques (le coenosarc chez les coraux durs, le coenenchyme chez les coraux mous), et pour les coraux durs, un exosquelette commun appelé le coenostéum.

## Exemple des colonies

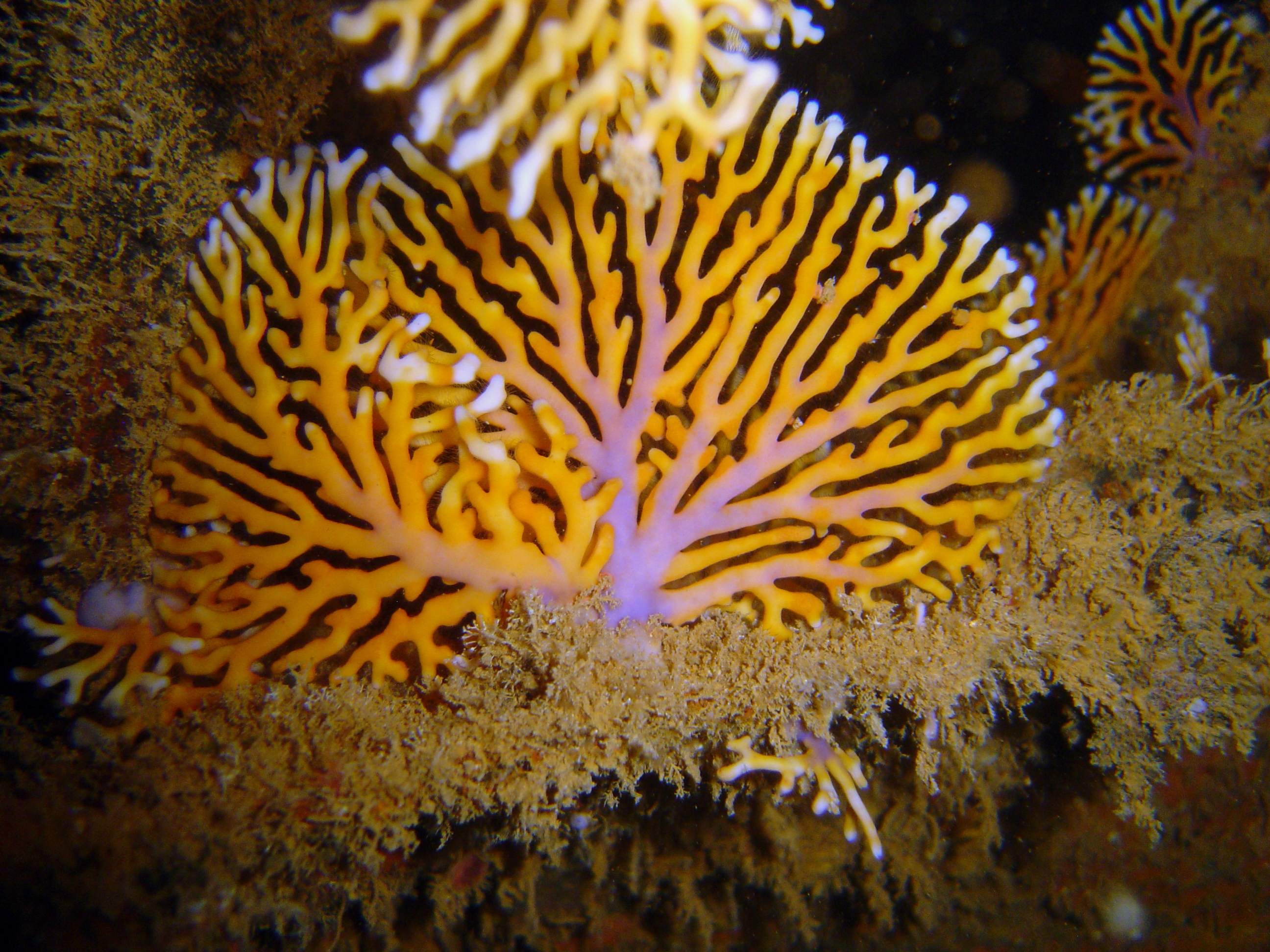
Distichopora sp, sous sa forme d'"éventail" est bien une colonie. Chaque branche, chaque ramification est le nid de petits polypes.
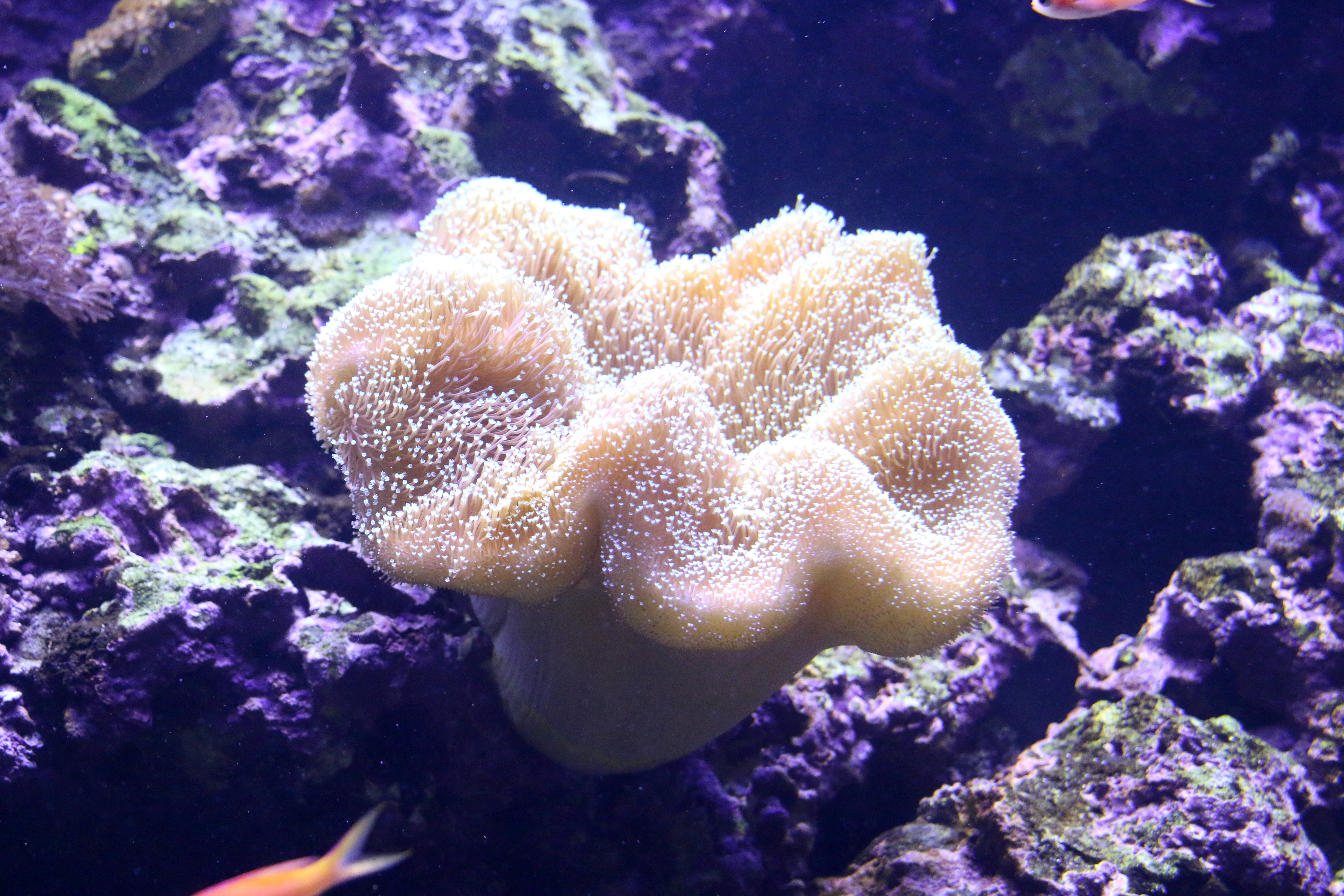
Le sarcophyton, sous sa forme de "champignon", est aussi colonie hébergeant de nombreux polypes.
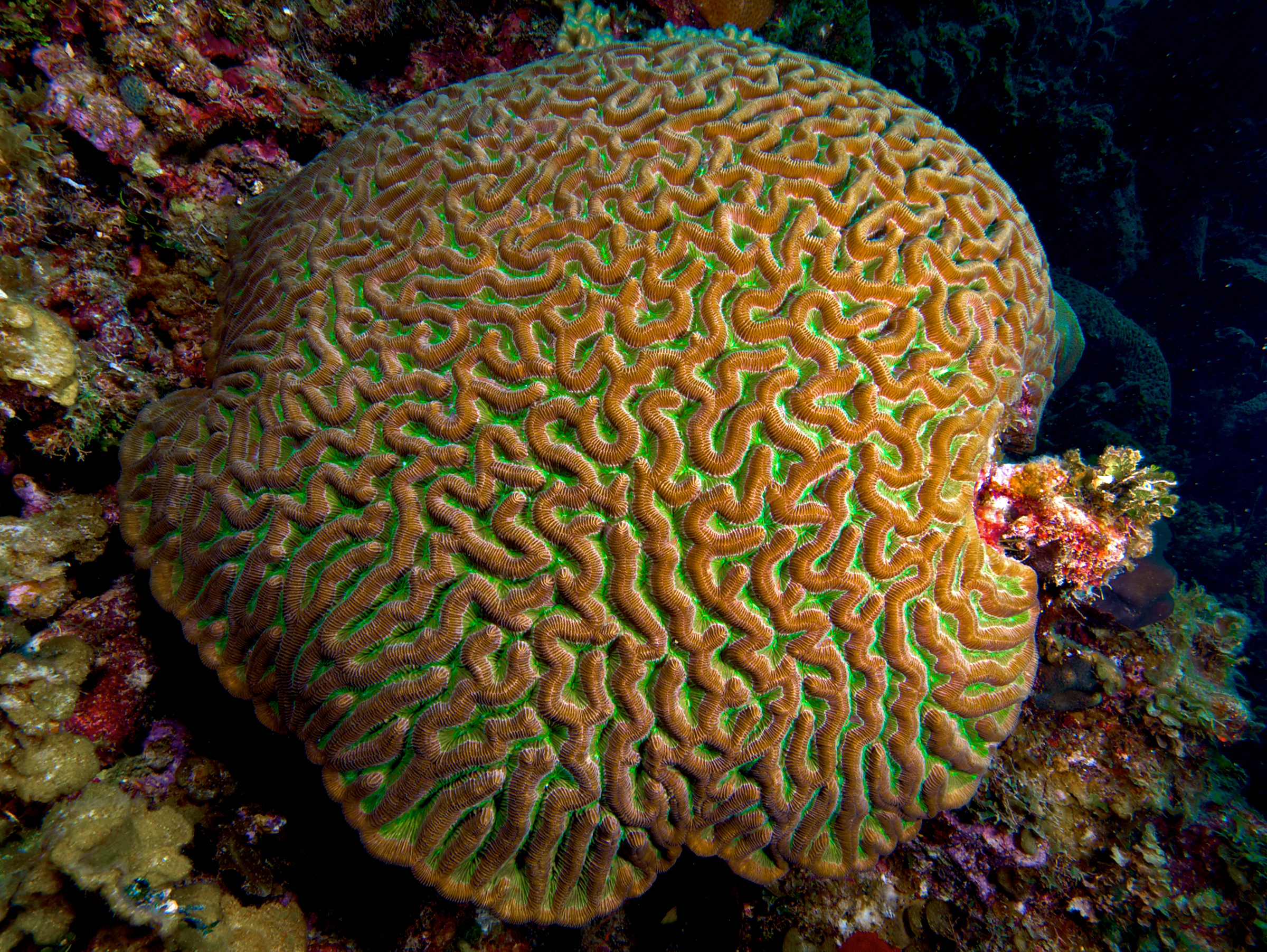
Le Colpophyllia natans, sous sa forme de boule, héberge dans chacun des sillons de sa surface des petits polypes.
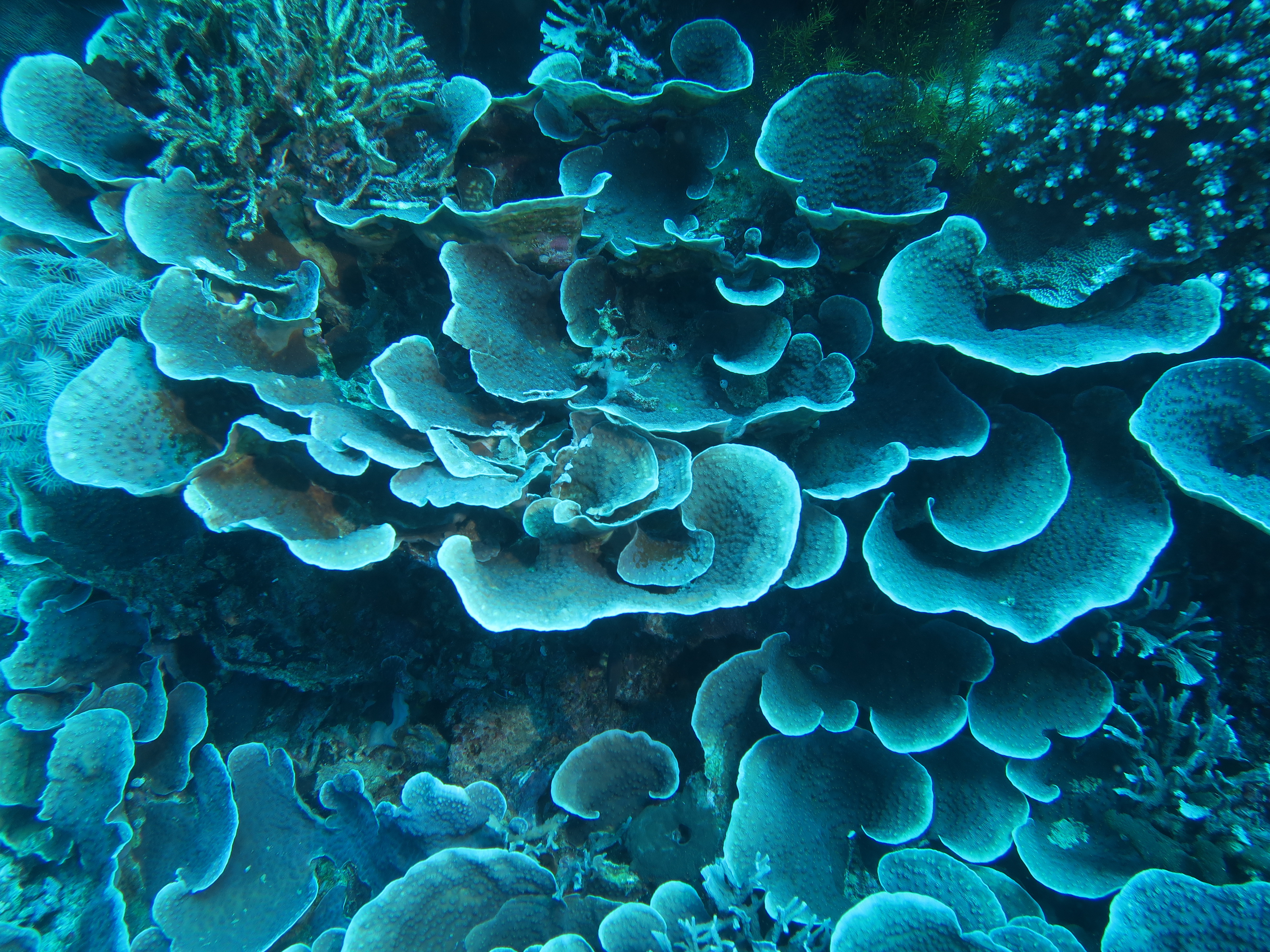
A la surface de ces plateaux, on retrouve les polypes reliés par le coenosarc.